# Rubus pallidisetus
Rubus pallidisetus är en rosväxtart som beskrevs av Henri L. Sudre. Rubus pallidisetus ingår i släktet rubusar, och familjen rosväxter. Inga underarter finns listade i Catalogue of Life.